# Woiwodschaft Westpommern

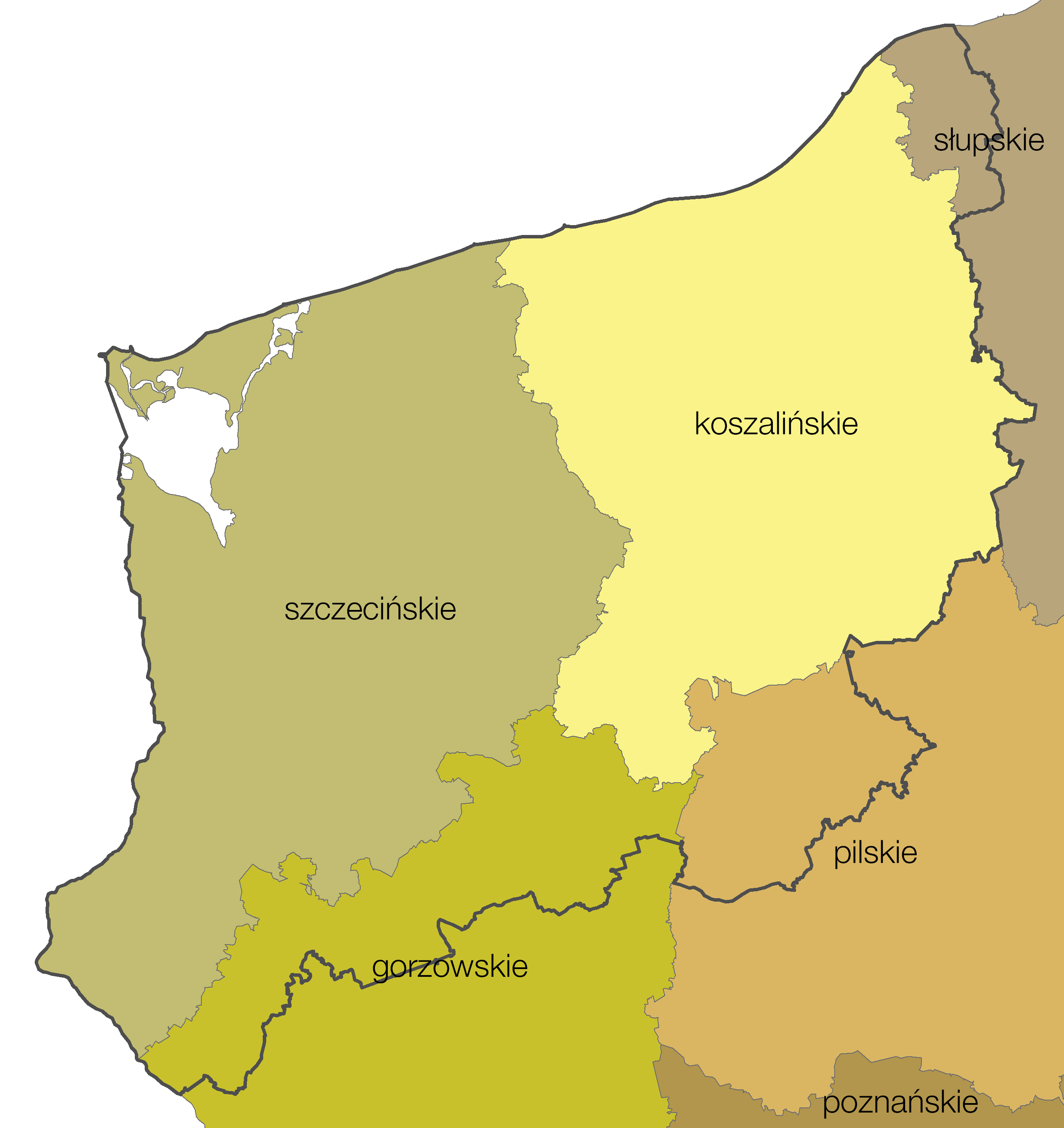
Aufteilung Westpommerns in ehemalige Woiwodschaften

Die Woiwodschaft Westpommern (polnisch województwo zachodniopomorskie) ist eine der 16 Woiwodschaften der Republik Polen. Sie liegt im nordwestlichen Teil des Landes und umfasst den gesamten westlichen Teil des historischen Hinterpommern sowie (im äußersten Westen) einen kleinen Teil des historischen Vorpommern und (im Südwesten) einen ebenfalls kleinen Teil der ehemaligen Neumark. Die Hauptstadt der Woiwodschaft ist Szczecin (Stettin).

## Geschichte
Die Woiwodschaft Westpommern entstand 1999 im Zuge der polnischen Verwaltungsreform aus der Vereinigung der Woiwodschaften Szczecin und Koszalin (Köslin) sowie aus Teilen der Woiwodschaften Gorzów Wielkopolski (Landsberg an der Warthe), Piła (Schneidemühl) und Słupsk (Stolp).

## Wappen
Beschreibung: In Silber ein goldbewehrter roter Greif.

## Verwaltungsgliederung
Die Woiwodschaft Westpommern ist in 18 Landkreise und drei kreisfreie Städte unterteilt. Dabei bildet die Stadt Koszalin zwar unter ihrem Namen ebenfalls einen Landkreis, der das unmittelbare Umland umfasst, gehört ihm aber selbst nicht an.

### Kreisfreie Städte
- Szczecin (Stettin) 398.255; 301 km²
- Świnoujście (Swinemünde) 40.948; 197 km²
- Koszalin (Köslin) 106.235; 83 km²

### Landkreise
- Białogard (Belgard) 47.304; 845 km²
- Choszczno (Arnswalde) 47.970; 1.328 km²
- Drawsko Pomorskie (Dramburg) 56.482; 1.764 km²
- Goleniów (Gollnow) 82.310; 1.616 km²
- Gryfice (Greifenberg) 59.844; 1.017 km²
- Gryfino (Greifenhagen) 81.289; 1.870 km²
- Kamień Pomorski (Cammin) 46.692; 1.003 km²
- Kołobrzeg (Kolberg) 79.300; 725 km²
- Koszalin (Köslin) 66.505; 1.668 km²
- Łobez (Labes) 36.486; 1.065 km²
- Myślibórz (Soldin) 65.373; 1.182 km²
- Police (Pölitz) 81.584; 665 km²
- Pyrzyce (Pyritz) 39.202; 726 km²
- Sławno (Schlawe) 55.777; 1.043 km²
- Stargard (Stargard i.Pom.) 120.132; 1.520 km²
- Szczecinek (Neustettin) 77.258; 1.766 km²
- Świdwin (Schivelbein) 46.394; 1.093 km²
- Wałcz (Deutsch Krone) 52.707; 1.415 km²

(Einwohner und Fläche am 31. Dezember 2020)
| Landkreise        | Größte             | Kleinste       |
| ----------------- | ------------------ | -------------- |
| flächenmäßig      | Powiat Gryfiński   | Powiat Policki |
| bevölkerungsmäßig | Powiat Stargardzki | Powiat Łobeski |

## Geographie

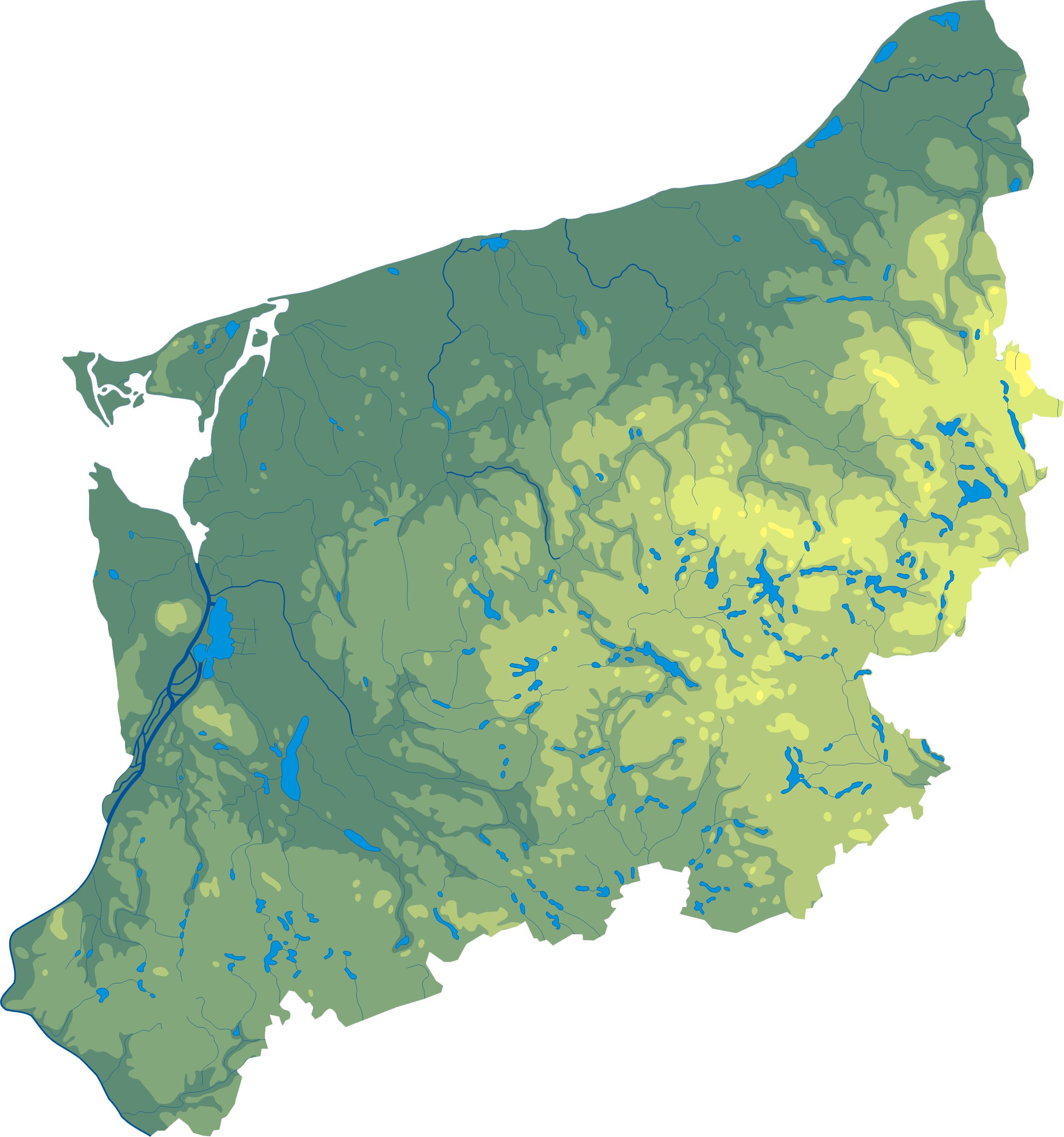
Topographie der Woiwodschaft Westpommern

Bei Osinów Dolny befindet sich der westlichste Punkt der Republik Polen.

### Landschaft

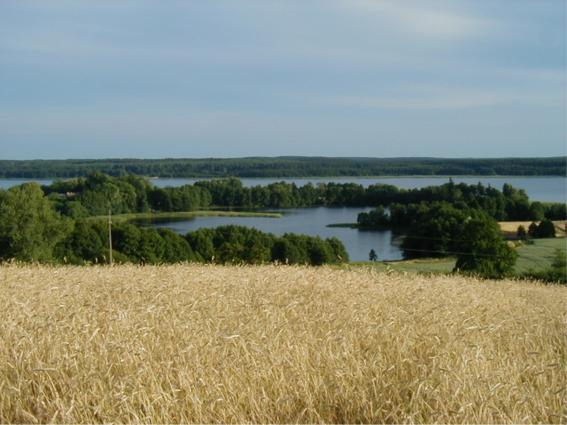
Landschaft in der Pommerschen Seenplatte bei Lubieszewo

Die recht dünn besiedelte Landschaft ist einerseits geprägt von der Lage an der Ostsee, andererseits von eiszeitlich geformten Moränen, zahlreichen Seen und dichten Nadelwäldern. Es gibt mehrere große geschlossene Waldgebiete, wie zum Beispiel die Ueckermünder Heide (Puszcza Wkrzańska) oder die Puszcza Goleniowska und die Puszcza Drawska. Insgesamt sind rund 37 Prozent der Fläche von Wäldern bedeckt.
Der Norden der Woiwodschaft Westpommern ist durch das Stettiner Küstenland (Pobrzeże Szczecińskie) sowie durch das Kösliner Küstenland (Pobrzeże Koszalińskie) geprägt. Das Untere Odertal (Dolina Dolnej Odry) bildet teilweise die Westgrenze zu Deutschland. Zentrale und östliche Regionen der Woiwodschaft sind Teile der Pommerschen Seenplatte (Pojezierze Zachodniopomorskie), während der Südosten bereits zur Südpommerschen Seenplatte (Pojezierze Południowopomorskie) zählt.

### Gewässer
Die Woiwodschaft hat Anteile am zweitgrößten Haff der Ostsee, dem Stettiner Haff (Zalew Szczeciński). Die Grenze zwischen Polen und Deutschland verläuft durch das Stettiner Haff, wobei sich der größere Teil von rund 410 km² auf polnischem Territorium befindet.

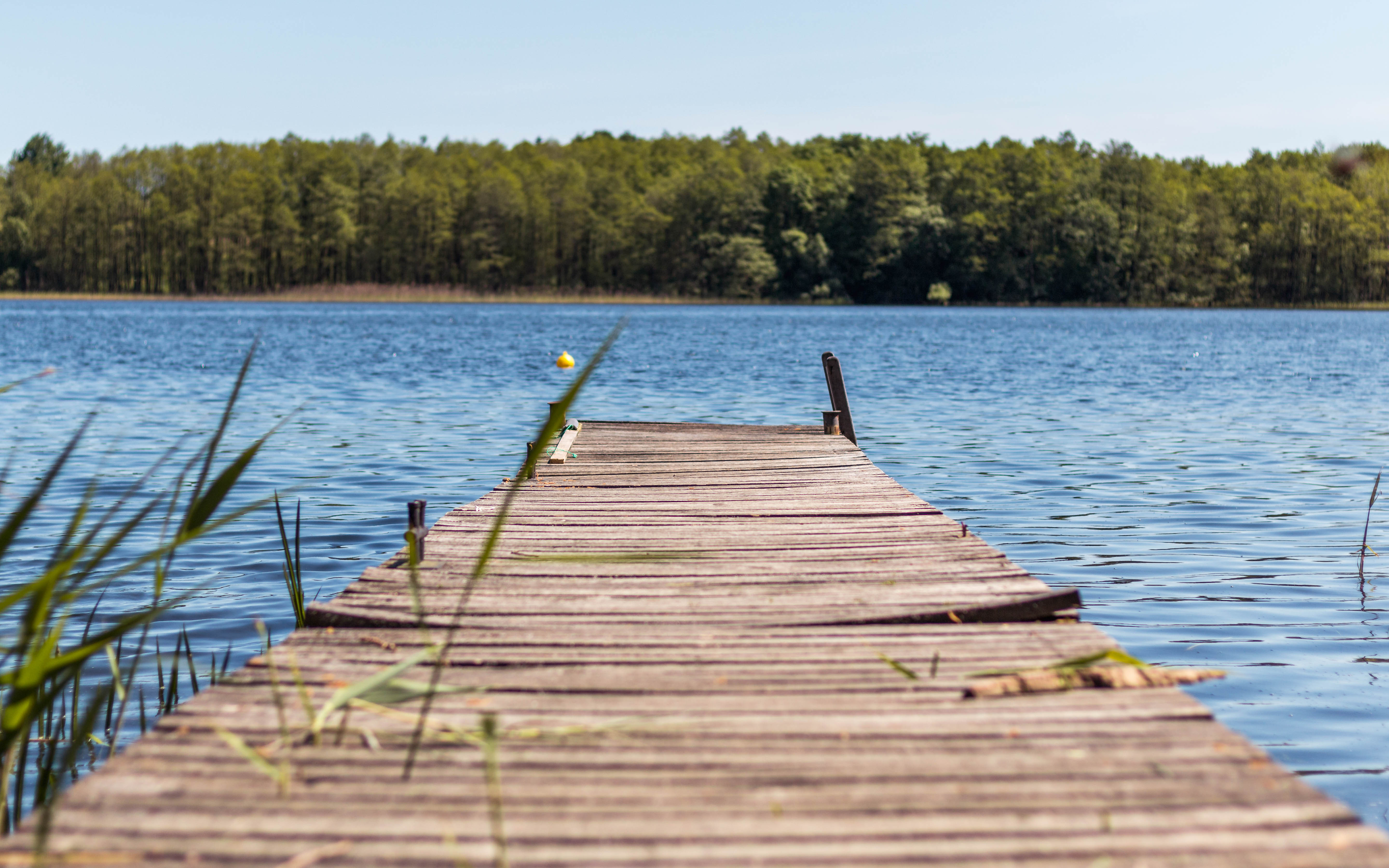
Drawsko-See

Westpommern ist außerdem eine sehr seenreiche Region, in der sich nicht nur einige der größten Seen Polens befinden, sondern mit dem rund 80 Meter tiefen Drawsko auch der zweittiefste des Landes. Die größten Seen der Region sind:
- Dąbie (Dammscher See) – 54,1 km²
- Miedwie (Madüesee) – 35,3 km²
- Jamno (Jamunder See) – 22,4 km²
- Drawsko (Dratzigsee) – 18 km²
- Bukowo (Buckower See) – 17,5 km²
- Wielimie (Vilmsee) – 16,4 km²
- Lubie (Großer Lübbesee) – 14,4 km²
- Wicko (Vietzker See) – 10,6 km²
- Pile (Pilburger See) – 9,6 km²
- Woświn (Wothschwiensee) – 8,1 km²

Die größten Flüsse in Westpommern sind:
- Drawa (Drage)
- Grabowa (Grabow)
- Gwda (Küddow)
- Ina (Ihna)
- Kurzyca (Kuritz)
- Mogilica (Muglitz)
- Myśla (Mietzel)
- Odra (Oder)
- Parsęta (Persante)
- Płonia (Plöne)
- Radew (Radüe)
- Rega
- Rurzyca (Röhrike)
- Tywa (Thue)
- Wieprza (Wipper)

### Klima
Das Klima Westpommerns ist gemäßigt und zeichnet sich durch eine große Bandbreite und Wechselhaftigkeit aus, welche sich durch die Überschneidung des Meeres- und Kontinentalklima ergibt. Besonders im Norden und Nordwesten herrscht typisches Seeklima mit erhöhter Luftfeuchtigkeit vor, während mit zunehmender Entfernung von der Ostsee das Klima kontinentaler wird. Die Niederschläge betragen im Mittel zwischen 550 und 700 mm. Die Winter in der Region sind durchschnittlich die mildesten in ganz Polen und die Jahresdurchschnittstemperatur liegt bei 9,3 °C. Dadurch ist auch die Vegetationsperiode mit 205 bis über 220 Tagen relativ lang.

### Naturschutzgebiete

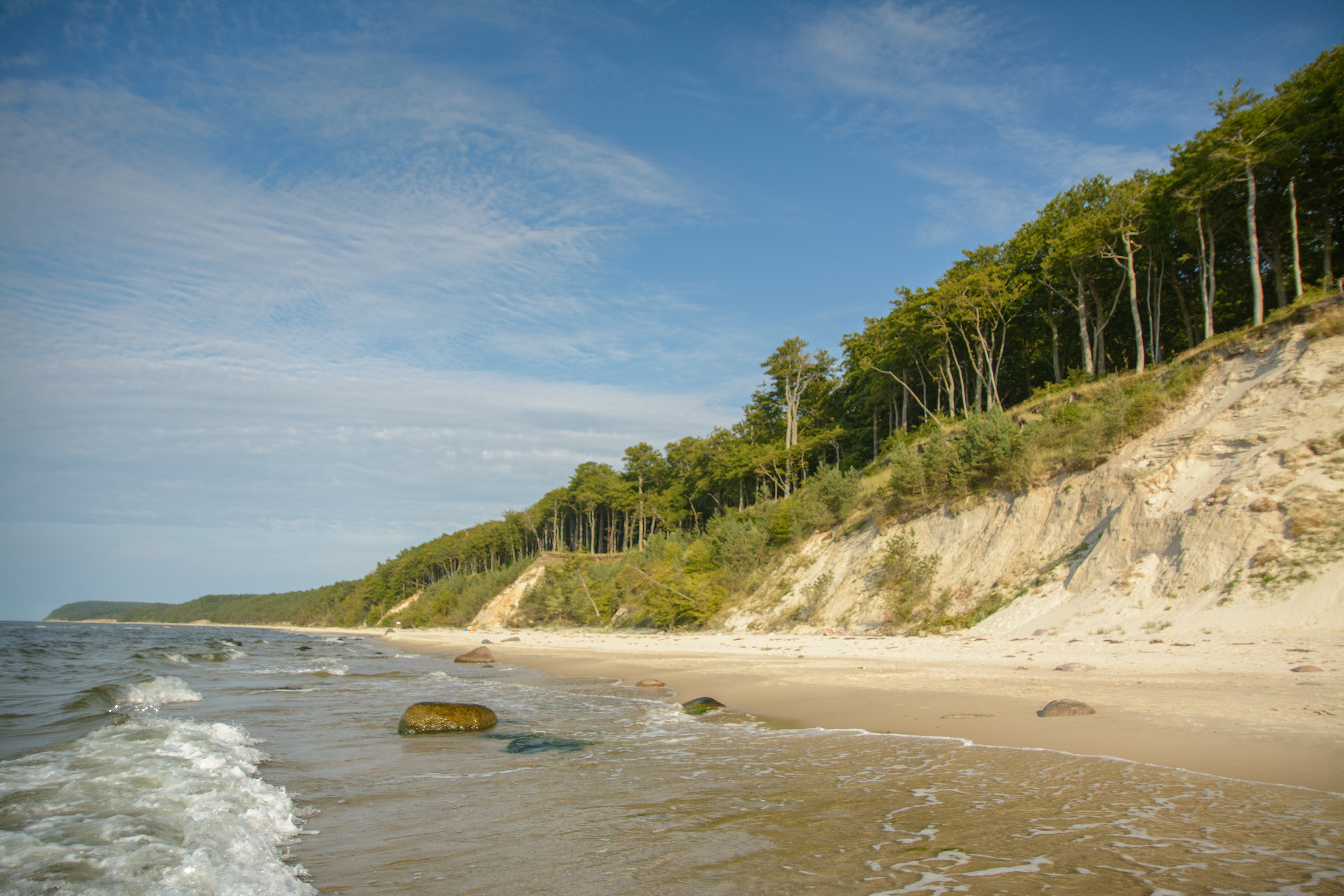
Ostseestrand im Nationalpark Wolin

- Nationalpark Drawa (Drawieński Park Narodowy)
- Nationalpark Wolin (Woliński Park Narodowy)
- Internationalpark Unteres Odertal und Landschaftsschutzpark Unteres Odertal (Park Krajobrazowy Dolina Dolnej Odry)
- Landschaftsschutzgebiet Berlinchen-Landsberg (Barlinecko-Gorzowski Park Krajobrazowy)
- Stettiner Landschaftsschutzpark Buchheide (Szczeciński Park Krajobrazowy „Puszcza Bukowa“)

### Nachbarwoiwodschaften bzw. -bundesländer
|                                    | Ostsee             |                        |
| Mecklenburg-Vorpommern Deutschland |                    | Woiwodschaft Pommern   |
| Brandenburg Deutschland            | Woiwodschaft Lebus | Woiwodschaft Großpolen |

## Bevölkerung

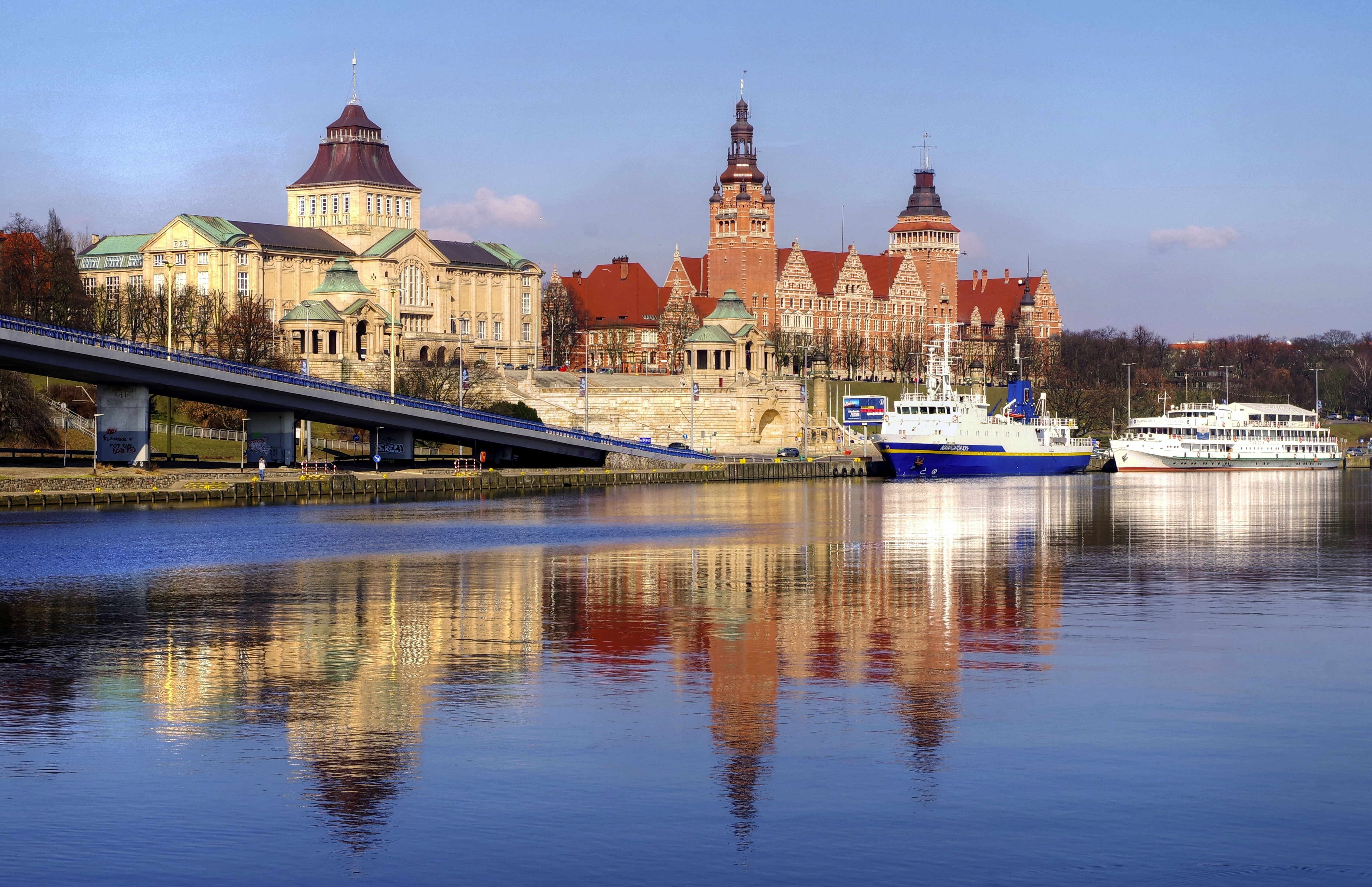
Szczecin

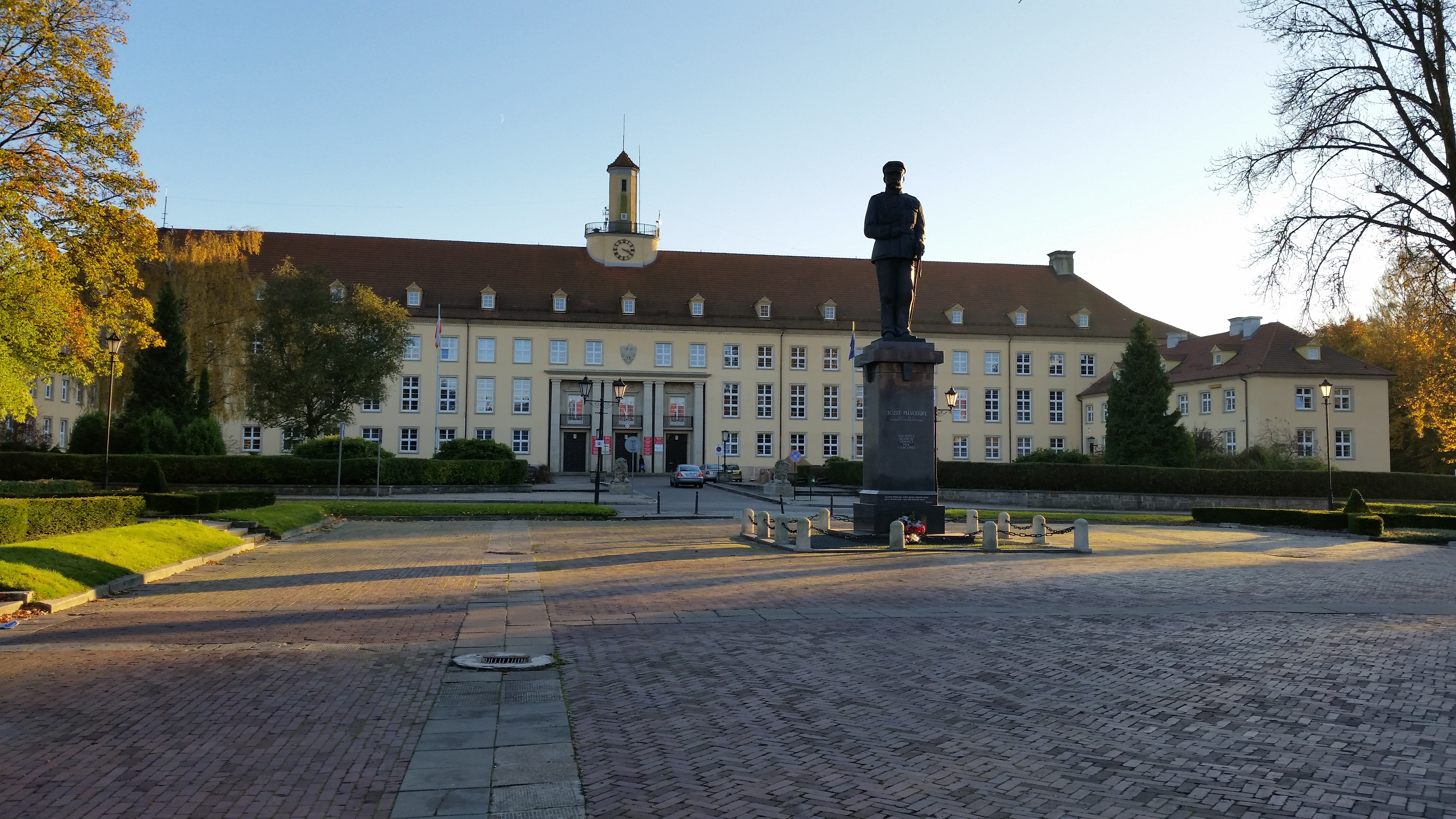
Koszalin

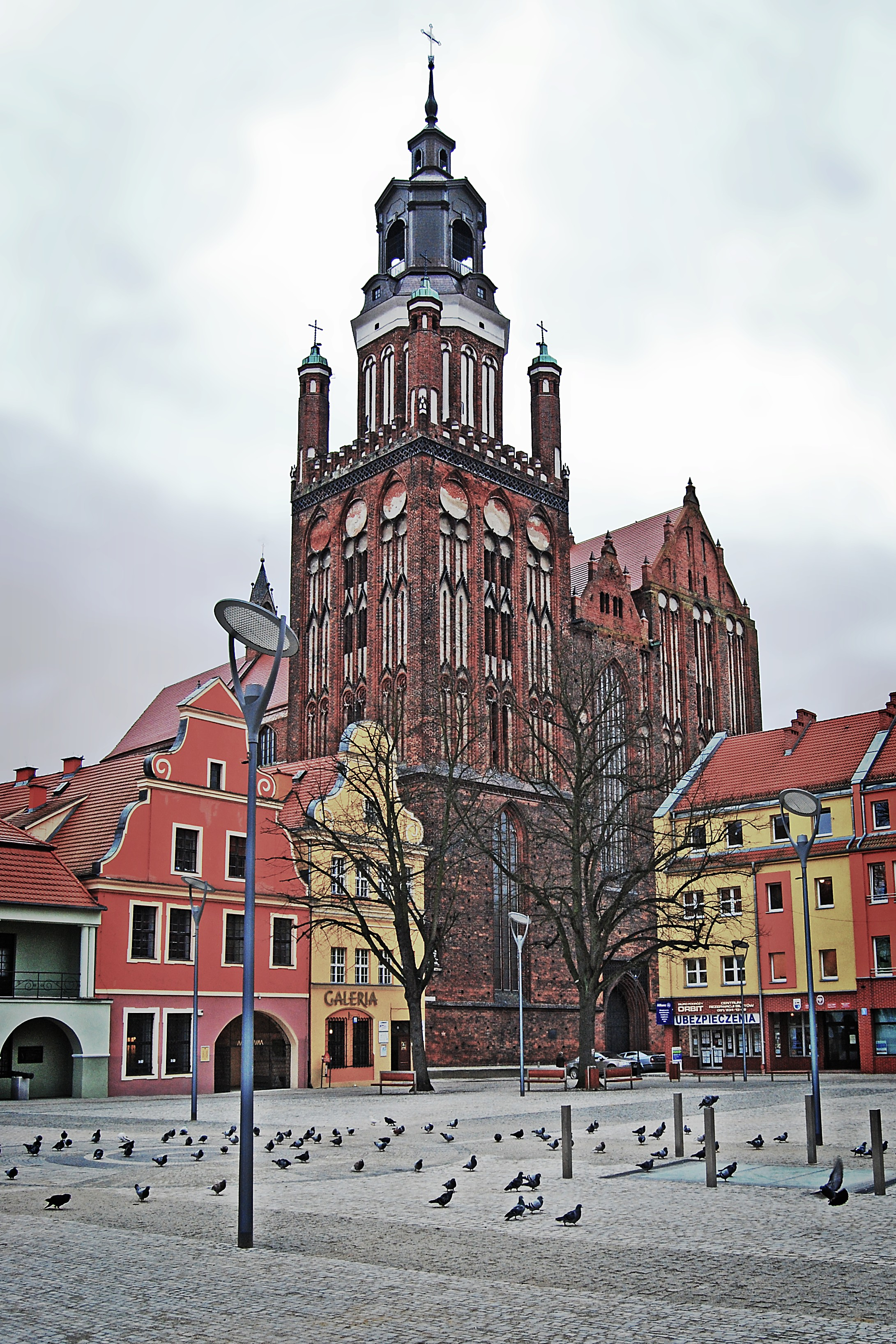
Stargard

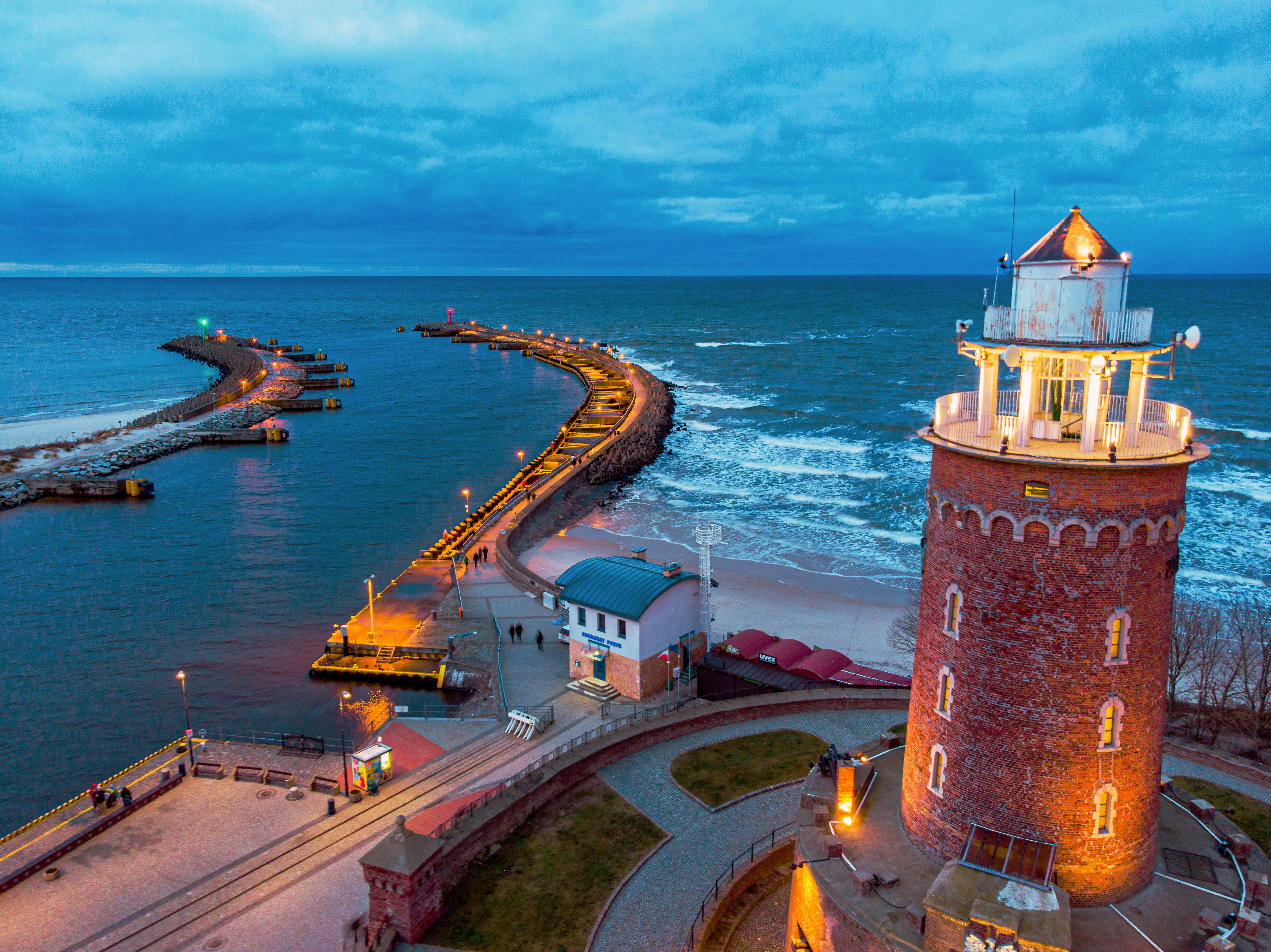
Kołobrzeg

Am 31. Dezember 2019 waren 1.696.193 Einwohner in der Woiwodschaft Westpommern gemeldet, davon sind 824.522 Männer (48,61 %) und 871.671 Frauen (51,39 %).
Die Einwohner Westpommerns sind überwiegend polnischer Nationalität. Sie bzw. ihre Vorfahren wurden nach der Vertreibung der deutschen Pommern aus Zentralpolen und aus der Gegend um Vilnius (poln. Wilno), Hrodna (poln. Grodno) und Lemberg (poln. Lwów) angesiedelt. Daneben wohnen hier Ukrainer, die bzw. deren Vorfahren im Rahmen der Aktion Weichsel hierher umgesiedelt wurden.

### Bevölkerungsentwicklung
Westpommern verzeichnet in den letzten Jahren eine leicht rückläufige Bevölkerungsentwicklung.
| Jahr | Einwohnerzahl |
| ---- | ------------- |
| 1995 | 1.720.782     |
| 2000 | 1.697.935     |
| 2005 | 1.694.178     |
| 2010 | 1.693.072     |
| 2015 | 1.710.482     |
| 2019 | 1.696.193     |

### Lebenserwartung
Im Jahr 2019 betrug die durchschnittliche Lebenserwartung in der Woiwodschaft Westpommern bei Männern 74,3 Jahre und bei Frauen 81,2 Jahre.

### Größte Städte
In Westpommern befinden sich 66 Städte, in denen rund 68 Prozent der Bevölkerung leben. Die flächen- und bevölkerungsmäßig größte Stadt ist mit rund 400.000 Einwohnern die Hauptstadt Szczecin, die kleinsten Städte sind bevölkerungsmäßig Nowe Warpno und flächenmäßig Cedynia (300-mal kleiner als Stettin).
| Stadt       | Powiat (Landkreis) | Deutscher Name      | Einwohner 31. Dezember 2020 |
| ----------- | ------------------ | ------------------- | --------------------------- |
| Szczecin    | kreisfrei          | Stettin             | 398.255                     |
| Koszalin    | kreisfrei          | Köslin              | 106.235                     |
| Stargard    | Stargard           | Stargard in Pommern | 67.579                      |
| Kołobrzeg   | Kołobrzeg          | Kolberg             | 46.198                      |
| Świnoujście | kreisfrei          | Swinemünde          | 40.948                      |
| Szczecinek  | Szczecinek         | Neustettin          | 39.827                      |
| Police      | Police             | Pölitz              | 32.243                      |
| Wałcz       | Wałcz              | Deutsch Krone       | 24.949                      |
| Białogard   | Białogard          | Belgard             | 23.950                      |
| Goleniów    | Goleniów           | Gollnow             | 21.979                      |
| Gryfino     | Gryfino            | Greifenhagen        | 20.923                      |
| Nowogard    | Goleniów           | Naugard             | 16.448                      |

## Wirtschaft
Auf dem Gebiet der Woiwodschaft befindet sich mit Szczecin (Port Szczecin) und Świnoujście (Port morski Świnoujście) der wichtigste Hafenverbund Polens. In Szczecin haben außerdem Reedereien wie PŻM und Euroafrica ihren Hauptsitz. Von hoher wirtschaftlicher Bedeutung ist der Dienstleistungssektor, insbesondere im Bereich Tourismus und Gastronomie, aber auch im Einzelhandel oder im IT-Sektor.
Daneben gibt es einige Industriestandorte in der Region, wie beispielsweise das Flüssiggasterminal Świnoujście, die Chemiewerke Zakłady Chemiczne Police oder das Kraftwerk Unteroder bei Gryfino. In Westpommern existieren zudem mehrere Sonderwirtschaftszonen und große Gewerbegebiete, wie zum Beispiel in Goleniów, Koszalin, Stargard oder Wałcz.
In der Vergangenheit war auch der Schiffbau ein sehr bedeutender Wirtschaftszweig, so zum Beispiel in der Stettiner Werft (Stocznia Szczecińska) allein mit bis zu 10.000 Mitarbeitern. Verblieben sind noch einige kleinere Werften in Szczecin und Świnoujście.
Im Vergleich mit dem BIP der EU ausgedrückt in Kaufkraftstandards erreichte die Woiwodschaft 2018 einen Index von 59 (EU-27 = 100), bezogen auf den Wert pro Erwerbstätigem erreichte Westpommern hingegen einen Index von 67 (EU-27 = 100).
Mit einem Wert von 0,869 erreicht Westpommern Platz 11 unter den 16 Woiwodschaften Polens im Index der menschlichen Entwicklung.

### Tourismus

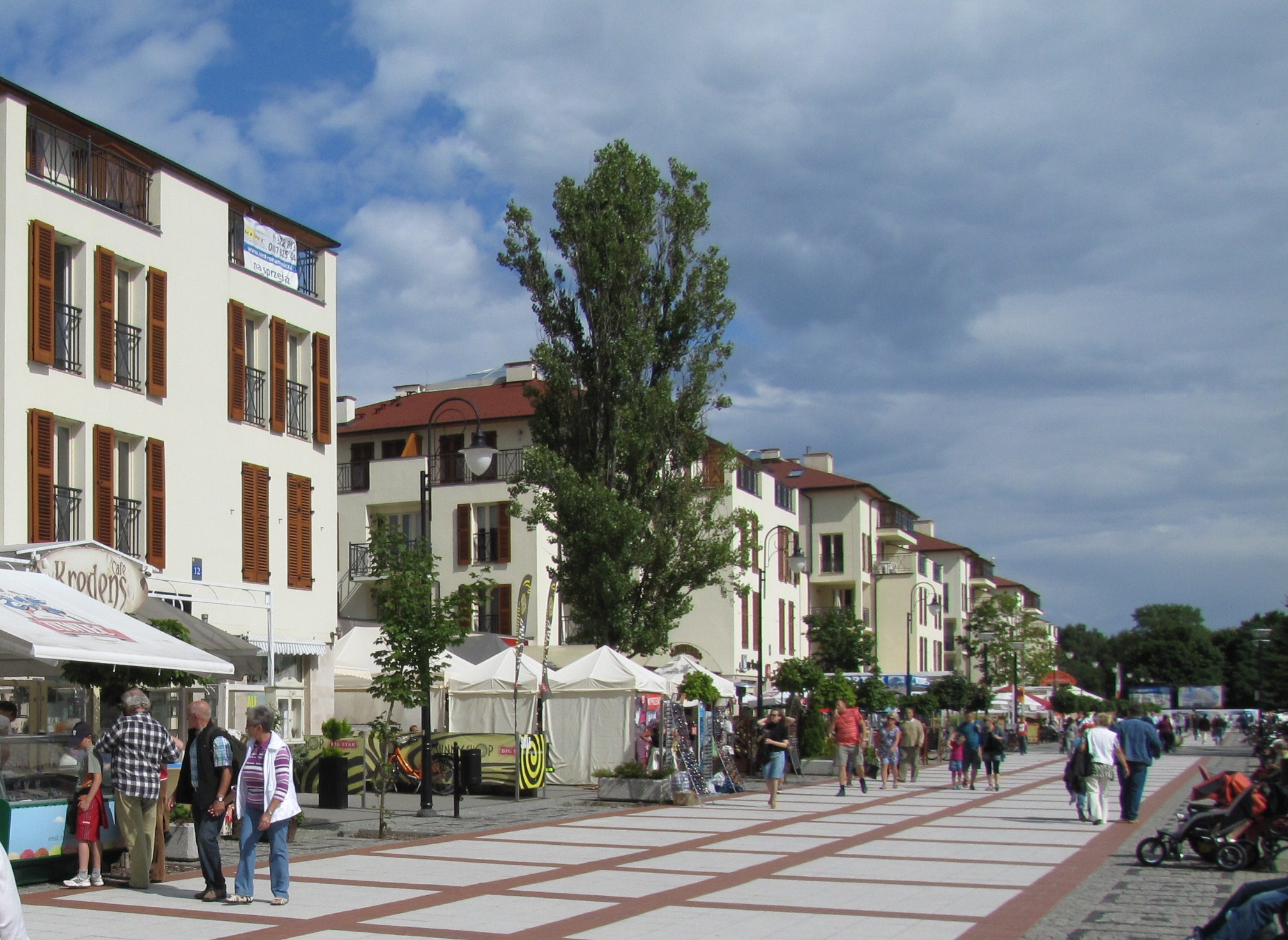
Promenade in Świnoujście

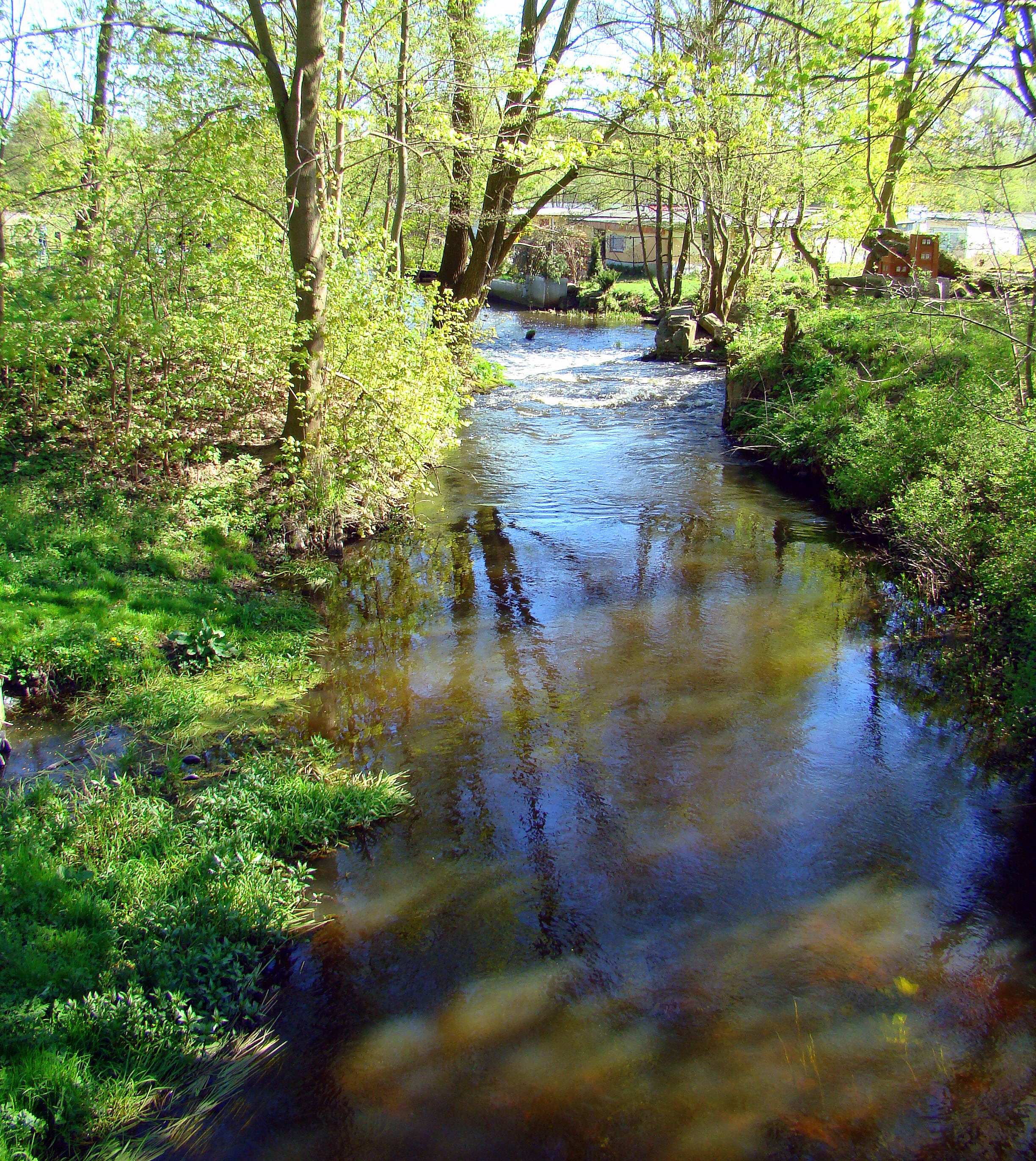
Der Kajak auf der Gunica, Fluss in Police – Jasienica

Der Tourismus spielt traditionell eine sehr wichtige Rolle, vor allem an der Ostseeküste in Badeorten wie Kołobrzeg, Międzyzdroje, Świnoujście oder Mielno. In geringerem Maße trifft dies ebenfalls auf Städtetourismus, beispielsweise in Szczecin, sowie auf den Tourismus in der Pommerschen Seenplatte zu.

### Arbeitsmarkt
Bedingt durch wirtschaftliche Umstrukturierungen in der Landwirtschaft und im Schiffbau hatte Westpommern viele Jahre mit einer sehr hohen Arbeitslosigkeit zu kämpfen. Die Arbeitslosenquote lag beispielsweise 2005 bei 25,6 % und 2010 noch bei 17,8 %.
Bis Juli 2020 erfolgte ein systematischer Rückgang auf 7,9 %, was jedoch nach wie vor einen Wert über dem nationalen Durchschnitt darstellt. Am niedrigsten waren die Arbeitslosenquoten innerhalb Westpommerns zu diesem Zeitpunkt in der Hauptstadt Szczecin (3,5 %) sowie in den Landkreisen Kołobrzeg (3,5 %), Police (4,5 %) sowie in den Städten Świnoujście (5 %) und Koszalin (5,8 %). Die höchsten Arbeitslosenquoten verzeichneten die Landkreise Łobez (18,6 %), Białogard (18,5 %) und Choszczno (16,9 %).

### Bildungswesen
- Universität Stettin (Uniwersytet Szczeciński) – 1984 hervorgegangen aus der ehemaligen Pädagogischen Hochschule sowie Teilen der Technischen Hochschule Stettin
- Westpommersche Technische Universität (Zachodniopomorski Uniwersytet Technologiczny w Szczecinie) – 2009 gegründet nach dem Zusammenschluss der Technischen Hochschule Stettin und der Landwirtschaftlichen Akademie
- Technische Universität Koszalin (Politechnika Koszalińska)
- Pommersche Medizinische Universität (Pomorski Uniwersytet Medyczny w Szczecinie)
- Meeresakademie Szczecin (Akademia Morska w Szczecinie)
- Kunstakademie Szczecin (Akademia Sztuki w Szczecinie)

### Grenzüberschreitende Zusammenarbeit
Die Woiwodschaft ist Mitglied im länderübergreifenden Bund der Euroregion Pomerania.
Weitere Partnerschaften bestehen mit folgenden Regionen:
- Land Brandenburg, Deutschland
- Brüssel-Koekelberg, Belgien
- Département Gironde, Frankreich
- Provinz Guangdong, Volksrepublik China
- Oblast Kaliningrad, Russland
- Département Loire-Atlantique, Frankreich
- Land Mecklenburg-Vorpommern, Deutschland
- Oblast Mykolajiw, Ukraine
- Provinz Overijssel, Niederlande
- Provinz Skåne, Schweden

## Infrastruktur

### Straßen

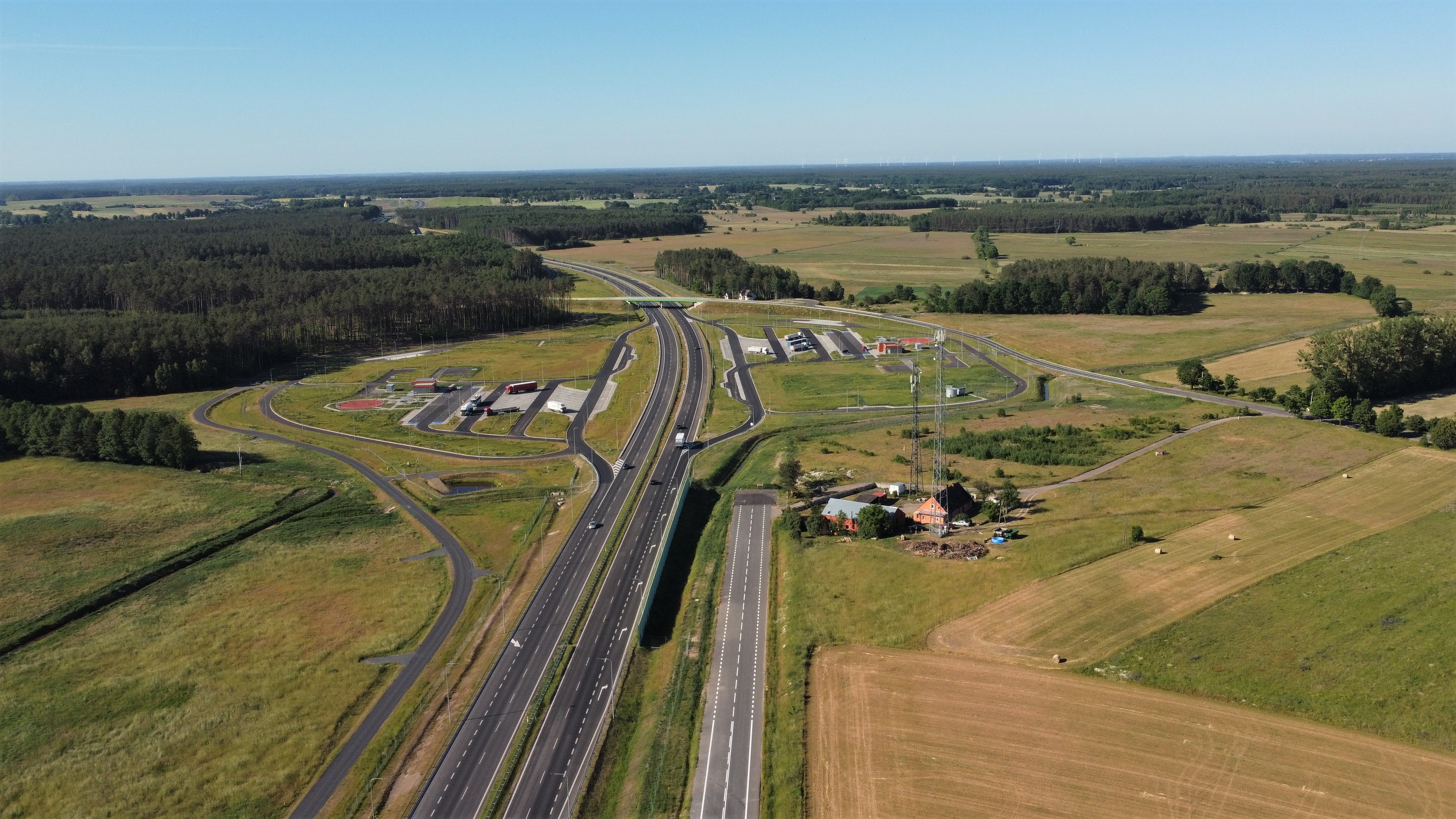
Neugebaute Schnellstraße S3 bei Przybiernów

Im Hinterland der Ostseeküste verlaufen die Verkehrsströme von Szczecin nach Gdańsk. Im Straßenverkehr bildet hier die Europastraße 28 (je nach Ausbauzustand als Autobahn A6 oder Schnellstraße S6 ausgeschildert) die wichtigste Achse.
Zum anderen ist die Europastraße 65 (polnische Schnellstraße S3) als Nord-Süd-Verkehrsachse wichtig. Diese beginnt am Fährhafen in Świnoujście und verläuft an Szczecin vorbei in Richtung Zielona Góra, Legnica und Wrocław.
Darüber hinaus haben folgende Straßenverbindungen eine überregionale Bedeutung:
- Landesstraße 10: (Pasewalk) – Szczecin – Stargard – Wałcz – Bydgoszcz – (Warschau)
- Landesstraße 11: Kołobrzeg – Koszalin – Szczecinek – Wałcz – Poznań – Katowice
- Landesstraße 20: Stargard – Drawsko Pomorskie – Szczecinek – Gdynia
- Landesstraße 22: (Berlin) – Gorzów Wlkp. – Wałcz – Chojnice – Gdańsk
- Landesstraße 25: (Koszalin) – Bydgoszcz – Kalisz – (Wrocław)
- Landesstraße 26: Schwedt – Chojna – Schnellstraße S3
- Landesstraße 31: Szczecin – Chojna – Kostrzyn – Słubice

Das befestigte Straßennetz in Westpommern hatte im Jahr 2019 eine Gesamtlänge von rund 13.958 Kilometern, davon entfielen 268 Kilometer auf Schnellstraßen und 25 Kilometer auf Autobahnen.

### Eisenbahn
Der Hauptbahnhof in Szczecin ist der bedeutendste Eisenbahnknotenpunkt in Westpommern. Wichtige Eisenbahnstrecken sind:
- Szczecin–Wrocław
- Szczecin–Poznań
- Szczecin–Świnoujście
- Stargard–Koszalin–Gdańsk
- Goleniów–Koszalin
- Szczecin–Berlin
- Szczecin–Lübeck
- Szczecinek–Kołobrzeg
- Stargard–Szczecinek–Chojnice
- Poznań–Szczecinek–Słupsk

Das Eisenbahnnetz der Region hatte im Jahr 2019 eine Gesamtlänge von insgesamt 1.183 Kilometern, wovon 749 Kilometer elektrifiziert sind.

### Luftfahrt
30 Kilometer nordöstlich der Hauptstadt Szczecin und nahe der Kreisstadt Goleniów befindet sich der NSZZ „Solidarność“-Flughafen Stettin-Goleniów. Hinsichtlich der Passagierzahl befand er sich 2019 mit rund 580.000 Passagieren an neunter Stelle in Polen.